# Porto Walter (ort)
Porto Walter är en ort i Brasilien.   Den ligger i kommunen Porto Walter och delstaten Acre, i den västra delen av landet, 2 800 km väster om huvudstaden Brasília. Porto Walter ligger 195 meter över havet och antalet invånare är 1 816.
Terrängen runt Porto Walter är platt. Trakten runt Porto Walter är nära nog obefolkad, med mindre än två invånare per kvadratkilometer.. Det finns inga andra samhällen i närheten. 
I omgivningarna runt Porto Walter växer i huvudsak städsegrön lövskog.